# None
None é uma comuna italiana da região do Piemonte, província de Turim, com cerca de 7.760 habitantes. Estende-se por uma área de 24 km², tendo uma densidade populacional de 323 hab/km². Faz fronteira com Orbassano, Volvera, Candiolo, Piobesi Torinese, Airasca, Castagnole Piemonte, Scalenghe.

## Demografia
| Variação demográfica do município entre 1861 e 2011                               |
|                                                                                   |
| Fonte: Istituto Nazionale di Statistica (ISTAT) - Elaboração gráfica da Wikipedia |